# Gmina Pihtla
Gmina Pihtla (est. Pihtla vald) – gmina wiejska w Estonii, w prowincji Sarema.
W skład gminy wchodzi:
- 41 wsi: Eiste, Ennu, Haeska, Hämmelepa, Iilaste, Ilpla, Kaali, Kailuka, Kangrusselja, Kiritu, Kuusiku, Kõljala, Kõnnu, Laheküla, Leina, Liiva, Liiva-Putla, Masa, Matsiranna, Metsaküla, Mustla, Nässuma, Pihtla, Püha, Rahniku, Rannaküla, Reeküla, Reo, Räimaste, Sagariste, Salavere, Sandla, Sauaru, Saue-Putla, Sepa, Sutu, Suure-Rootsi, Tõlluste, Vanamõisa, Väike-Rootsi, Väljaküla